# Тургош
Тургош (рос. Тургошь) — селище Бокситогорського району Ленінградської області Росії. Входить до складу Подборовського сільського поселення.
Населення — 15 осіб (2012 рік). 